# قائمة أعمال محمود المليجي

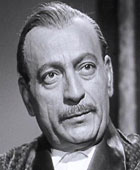
محمود المليجي من فيلم عبيد المال

هذه قائمة بمعظم أعمال محمود المليجي.

## قائمة أفلام
- قبلة في الصحراء:1927
- الزواج:1933
- وداد:1936
- الحب المورستاني:1937
- ساعه التنفيذ:1938
- قيس وليلى:1939
- في ليلة ممطرة:1939
- قلب المرأة:1940-فكري
- رجل بين امراتين:1940
- عريس من استنبول:1941-الاسطى راشد
- عاصفة على الريف:1941
- صلاح الدين الأيوبي:1941
- ليلى:1942
- أولاد الفقراء:1942-إبراهيم عبد الباقي
- بحبح في بغداد:1942-قمر الدين
- ابن الصحراء:1942
- محطة الأنس:1942
- ابن البلد:1942
- الطريق المستقيم:1943-مختار بيه
- كليوباترا:1943
- ليلى في الظلام:1944-طبيب العيون
- غرام وانتقام:1944-صفوت
- وحيدة:1944
- نور الدين والبحّاره الثلاثة:1944
- برلنتى:1944-عباس تهامي
- ابن الحداد:1944-أبو المجد
- شهداء الغرام:1944-حسام بيه الجزار
- سيف الجلاد:1944
- رجاء:1945
- الحب الأول:1945
- مدينة الغجر:1945
- قصة غرام:1945-راشد
- سفير جهنم:1945
- كازينو اللطافة:1945
- ليلة الحظ:1945-فريد
- الفنان العظيم:1945-عزت، شقيق مديحة
- الصبر طيب:1945-سالم
- أحب البلدي:1945
- بين نارين:1945-مدحت
- قلوب دامية:1945
- بنات الريف:1945
- قتلت ولدي:1945
- الطائشة:1946-فريد
- الملاك الأبيض:1946
- يد الله:1946
- اليتيمة:1946
- عودة القافلة:1946
- صاحب بالين:1946
- دايما في قلبي:1946
- سلوى:1946
- لست ملاكاً:1946-أمين بيه فوزى
- الغيرة:1946
- ضحايا المدينة:1946
- عادت إلى قواعدها:1946
- النائب العام:1946
- المنتقم:1947-دكتور / صادق
- غروب:1947
- سلطانة الصحراء:1947
- جحا والسبع بنات:1947
- الجولة الأخيرة:1947
- أسير الظلام:1947
- قبلني يا أبي: 1947
- عروسة البحر:1947
- الأب:1947
- الستات عفاريت:1947-احمد حمودة
- عودة الغائب:1947
- عدو المجتمع:1947
- ضربة القدر:1947
- اللعب بالنار:1948-الصاغ رأفت
- سجى الليل:1948
- الريف الحزين:1948
- العقاب:1948-محسنعشيق حورية وقاتل زوجها
- حب لا يموت:1948
- شمشون الجبار:1948–4
- ليلى العامرية:1948-ورد
- عدل السماء:1948
- البوسطجي:1948
- حياه حائره:1948-إبراهيم علوى
- المغامر:1948
- منديل الحلو:1949
- ولدي:1949-الاسطى مُراد
- جواهر:1949-دكتور فؤاد
- حدوة الحصان:1949
- كل بيت له راجل:1949-محمود بيه رامز
- غزل البنات:1949-أنور المحتال
- عقبال البكارى:1949
- مبروك عليكى:1949
- على أد لحافك:1949
- ذو الوجهين:1949
- السجينة رقم 17: 1949
- أيام شبابي:1950-عباس بك محمود
- عيني بترف:1950-المعلم مخلوف
- حماتك تحبك:1950
- معركة الحياة:1950
- أمير الانتقام:1950-متولي المرابي
- محسوب العائلة:1950
- لك يوم يا ظالم:1951-منير الصديق القاتل
- الصبر جميل:1951-عزت النصاب
- ابن الحلال:1951
- ابن النيل:1951-المعلم كامل
- سماعة التليفون:1951
- البنات شربات:1951-خميس جمعه
- خضرة والسندباد القبلى:1951-زكي بك
- ليلة غرام:1951-دكتور / جمال
- الدنيا حلوة:1951
- طيش الشباب:1951
- ضحيت غرامى:1951
- من القلب للقلب:1952-شريف
- آمنت بالله:1952-برعى الضبع
- اديني عقلك:1952-دكتور مجدي
- ناهد:1952-صدقى
- الإيمان:1952-زناتى عبد العزيز
- الأم القاتلة:1952-عبد اللطيف
- حضرة المحترم:1952
- صورة الزفاف:1952-أبو الدهب
- غلطة أب:1952-عادل بيه حسن
- قدم الخير:1952-مسعود بيه عم مبروكة
- قليل البخت:1952-منير ابن عم حسين
- كأس العذاب:1952-رياض
- يسقط الاستعمار:1952
- الدم يحن:1952
- مصطفى كامل:1952
- أموال اليتامى:1952-محمود
- زمن العجائب:1952-عباس بيه
- الزهور الفاتنة:1952-شكري بك
- المنزل رقم 13:1952-د. عاصم إبراهيم
- مكتوب على الجبين:1953
- جحيم الغيرة:1953-ممدوح المعصراني
- عبيد المال:1953-منصور الشرقاوى
- اللقاء الأخير:1953-حسنين
- اشهدوا يا ناس:1953-فاضل
- لحن حبي:1953-شوقى
- ثلاث قصص مصرية:1953
- حميدو:1953-الاكتع
- بلال مؤذن الرسول:1953-أمية بن خلف
- مليون جنيه:1953-مختار
- المستهترة:1953
- عفريت عم عبده:1953-شديد بيه
- كدت أهدم بيتي:1954-صفوت
- المال والبنون:1954
- رقصة الوداع:1954
- الناس مقامات:1954-حامد الفليكى
- دلوني يا ناس:1954-الدكتور عزت
- يا ظالمنى:1954-حامد
- المجرم:1954-أدهم
- أبو الدهب:1954-العترة
- الملاك الظالم:1954-جسور
- نور عيوني:1954-حنفى
- تاكسى الغرام:1954-الوصي على إلهام
- الحياة الحب:1954-الدكتور توفيق
- الأستاذ شرف:1954
- خليك مع الله:1954-حنفى وكيل المصنع
- فتوات الحسينية:1954-جعلص
- عروسة المولد:1954-إدريس / إبليس
- الوحش:1954-عبد الصبور/الوحش
- إنسان غلبان:1954-محسن بيه
- الغائبة:1955
- الله معنا:1955
- كابتن مصر:1955-عزوز
- أهل الهوى:1955-فرح أخو فتنة
- دموع في الليل:1955
- نحن بشر:1955-ربيع
- موعد مع إبليس:1955-نبيل \ إبليس
- عرايس في المزاد:1955-الاب
- أيام و ليالي:1955-كامل
- المفتش العام:1956-جابر
- سمارة:1956-رئيس العصابة / نبيه بيه
- العروسة الصغيرة:1956-محمود
- حب وانسانية:1956-بامبو
- النمرود:1956-متولي
- صحيفة السوابق:1956-أبو العز
- صاحبة العصمة:1956
- كفاية يا عين:1956-فتحي
- رصيف نمرة 5:1956-المعلم عرفان الفرارجى
- من القاتل:1956-سليم أخو سعاد
- أرضنا الخضراء:1956-عاكف بيه
- حب وإعدام:1956-مرسي إبراهيم
- قلوب حائرة:1956-فهيم لطفي
- سجين أبو زعبل:1957-محمود أبو الروس
- المتهم:1957
- صراع مع الحياة:1957-زكي
- الفتوة:1957-ضيف شرف/ مشهد واحد
- طاهرة:1957-المعلم جرس
- لواحظ:1957-محمود أبو صلاح
- الجريمة والعقاب:1957-محمود فهمي، وكيل النيابة
- إسماعيل يس في الأسطول:1957-المعلم عباس الزفر
- ليلة رهيبة:1957-فاضل
- تجار الموت:1957-عباس
- حياة غانية:1957-صالح
- نهاية حب:1957
- رحمة من السماء:1958-دكتور منير
- سواق نص الليل:1958-معلّم عليوة
- عواطف:1958
- إمسك حرامى:1958-الحرامي
- توبة:1958-أبوالمعاطي
- أبو عيون جريئة:1958
- أبو حديد:1958-عطية الحنش
- المعلمة:1958-المعلم حافظ
- الشيطانة الصغيرة:1958
- ابوعيون جريئة:1958
- شباب اليوم:1958-أحمد / والد يوسف
- جميلة:1958-المحامي الفرنسي
- حبيبي الأسمر:1958
- إسماعيل يس في الطيران:1959-شخصيته الحقيقية
- قلب يحترق:1959
- من أجل امرأة:1959-مراد
- الحب الأخير:1959
- سمراء سيناء:1959-سويلم
- عودة الحياة:1959-حسين فتح الله
- أبو أحمد:1959-الأسطى جاد
- المبروك:1959-حافظ / المبروك
- آخر من يعلم:1959
- حياة امرأة:1959-العم / والد سهير
- حكاية حب:1959-الدكتور عبد الوهاب
- من أجل حبي:1959
- فضيحة في الزمالك:1959-مراد
- إحنا التلامذة:1959-عم حسنين
- حب إلى الأبد:1959-محمود نيازي
- بين السماء والأرض:1960-كامل زعيم العصابة
- صائدة الرجال:1960-فؤاد
- رجال في العاصفة:1960-سليم
- يا حبيبى:1960-قرشي
- الغجرية:1960-أبو دومة
- وعاد الحب:1960-عباس
- ابو الليل:1960-النص
- حب في حب:1960
- سوق السلاح:1960-المعلم شكورة
- العملاق:1960-العيسوي
- خلخال حبيبى:1960-ادهم
- معا إلى الأبد:1960-رأفت
- قلب في الظلام:1960-مختار
- زيزيت:1961
- يوم من عمري:1961-رئيس التحرير
- وإسلاماه:1961-فخر الدين أقطاي
- فطومة:1961-خورشيد
- صراع في الجبل:1961-سليم
- النصاب:1961-شرف
- عبيد الجسد:1962-احمد حسن
- سلوى في مهب الريح:1962-الباشا الزهيري
- آخر فرصة:1962
- القصر الملعون:1962-فهمي بيه
- للنساء فقط:1962
- الفرسان الثلاثة:1962
- حيرة وشباب:1962-حمدى
- الحقيبة السوداء:1962-زرزورزعيم العصابة
- الحاقد:1962
- النشال:1963-ميشيل
- قصة ممنوعة:1963-جلال
- الناصر صلاح الدين:1963-كونراد دي مونتيفرات
- سر الهاربة:1963-مروان المجرم
- المصيدة:1963-المجرم عسران
- الجريمة الضاحكة:1963
- نار في صدري:1963-يوسف حاجي بابا
- سجين الليل:1963-الغريب
- على ضفاف النيل:1963
- بطل للنهاية:1963-حافظ أمين زعيم العصابة
- من غير أمل:1963
- مطلوب زوجة فورا:1964-مرزوق السلحدار
- شادية الجبل:1964-الضبع
- فتاة شاذة:1964
- فتاة الميناء:1964
- هارب من الزواج:1964-عمر
- ألف ليلة وليلة:1964
- المشاغبون:1965
- مدرس خصوصى:1965-الحاج محمودزوج أم فتحي
- العقلاء الثلاثة:1965-الطبيب النفسي فوزي
- المشاغب:1965
- الرجل المجهول:1965
- هارب من الايام:1965
- إجازة صيف:1966
- حبي في القاهرة:1966
- الزوج العازب:1966-المعلم سيد الحمش
- الدخيل:1967-الخواجة زكي زكي زكي
- شنطة حمزة:1967
- الراجل ده حيجننى:1967-متولي دي سيكا
- الخروج من الجنة:1967-والد عنان
- إضراب الشحاتين:1967
- عندما نحب:1967
- 5 ساعات:1968
- 3 قصص:1968-ضابط بالقلم السياسي
- ابن الحتة:1968-محمود البدراوى
- روعة الحب:1968-ضيف شرف
- نشال رغم أنفه:1969
- ابن الشيطان:1969-المعلم عتريس
- الرجل والقضبان:1969-عثمان بيه
- الرعب:1969-خليل بيه
- دلع البنات:1969
- صراع المحترفين:1969-غربواى بيه
- بئر الحرمان:1969-الدكتور طلعت
- الأرض:1970-محمد أبوسويلم
- الوادى الأصفر:1970
- غروب وشروق:1970-عزمي باشا
- صراع مع الموت:1970-الدكتور صفوت
- الحب الضائع:1970
- رضا بوند:1970-عظمة
- المجانين الثلاثة:1970-رئيس تحرير جريدة الإثارة
- الحب والثمن:1970
- الظريف والشهم والطماع:1971-القاتل
- الاختيار:1971
- برئ في المشنقة:1971
- شباب في عاصفة:1971
- عشاق الحياة:1971
- اعترافات إمرأة:1971-والد نادية
- عصابة الشيطان:1971
- رجال في المصيدة:1971
- غدًا يعود الحب:1971
- صور ممنوعة: القصة الثالثة:1972
- وكر الأشرار:1972
- ولدي:1972-د. غريب
- دعوة للحياة:1972
- رجال بلا ملامح:1972-فؤاد عمران
- كباريه الحياة:1972-مختار
- شباب يحترق:1972-عبد العظيم
- الورطة:1972
- ملوك الشر:1972
- رغبات ممنوعة:1972-عطية الجبلاوي
- السكرية:1973-عبد الرحيم باشا زعيم وفدي
- أبناء للبيع:1973-عباس
- البنات والمرسيدس:1973-مراد بيه
- شمس وضباب:1973
- الرغبة والضياع:1973-المعلم
- الحب الذي كان:1973-د. نصيف
- مدينة الصمت:1973
- لغة الحب:1974-والد حسن
- دنيا:1974-المعلم
- امرأة للحب:1974-د. خيري
- عنتر فارس الصحراء:1974-ضيف شرف
- العصفور:1974-جونى
- الشوارع الخلفية:1974-شكري عبد العال
- لعنة امراة:1974-المعلم إسماعيل
- جنون الشباب:1975-والد سلوى
- البحث عن المتاعب:1975-إبراهيم أدهم
- مجانين بالوراثة:1975-والد ليلى
- صائد النساء:1975
- لقاء مع الماضي:1975-والد سحر
- الخدعة الخفية:1975
- ألو..أنا القطة:1975-العم روبي
- وانتهى الحب:1975-أبو المعاطي
- جفت الدموع:1975-رياض عبد الدايم
- بائعة الحب:1975-ضيف الفيلم
- عودة الابن الضال:1976-الأب
- وداعا إلى الأبد:1976-الدغري
- ليتنى ما عرفت الحب:1976-طبيب المستشفى
- شوق:1976-آدم
- لا وقت للدموع:1976-اللواء مراد
- الدموع الساخنة:1976-المستشار ابومحمود وشريف
- لا يا من كنت حبيبى:1976-شوكت
- نساء في المدينة:1977-شريف
- حلوة يادنيا الحب:1977
- سري جداً:1977
- ابنتي والذئب:1977-والد أزهار
- رجل اسمه عباس:1978-الاستاذ عباس
- وراء الشمس:1978-الصول عبد الحق
- ايام العمر معدودة:1978
- واحدة بعد واحدة ونص:1978-نظيم
- مسافر بلا طريق:1978-شاهين أبو اسامه
- عشاق تحت العشرين:1979-حسين
- إسكندرية ليه؟:1979-شكري مراد والد يحيى
- أنقذوا هذه العائلة:1979-زكي
- سأعود بلا دموع:1980-جمعه
- سنوات الانتقام:1980
- الأشجار تموت واقفة:1980
- أين تخبئون الشمس:1980
- القرش:1981-المعلم أبو سريع
- زيارة سرية:1981-متهم
- صراع العشاق:1981
- ليلة شتاء دافئة:1981-منير رحمي
- العرافة:1981-أبو مجدي
- حدوتة مصرية:1982
- إنهم يسرقون عمري:1982-عبد الحميد
- الأيام تصنع النهاية:1982
- أيوب:1983-فاضل
- دليل الاتهام:1983-بهاء النجومي
- رحلة عيون:1983
- زي عود الكبريت:2014-جسور مشاهد أرشيفية

### مسلسلات
| - فديتك يا ليلى - أغراب - أنف وثلاث عيون - القط الأسود:1964-رحمي - السجين الهارب:1965-قرني - الأمل:1968 - مفتش المباحث:1968 - الانتقام:1969 - بعد العذاب:1969 - المشوار الطويل:1970-المعلم يوسف الدمياطي - الرحلة:1970 | - العصابة:1970 - الحائرة:1972 - بنك القلق:1972 - العبقري:1973 - العنكبوت:1973-د.مصطفى داود - تحفة ومشقاص في كفر البلاص:1974 - القضبان:1974 - النصف الآخر:1974 - بلا عتاب:1976 - الهاربان:1976 - العاصفة:1977 - مارد الجبل:1977-بهجوري | - بعد الضياع: 1977 - الأفعى:1977 - ليالي الحسد:1977 - ليالي الحصاد:1977-البكري - قطار منتصف الليل:1978-عبد الصبور - برج الحظ:1978 - الأصابع الرهيبة:1978-الدكتور برهان - أحلام الفتى الطائر:1978-الدكتور فضالي - زينب والعرش:1979 - الأيام:1979 - لعبة القدر:1979 - ليلى العفيفة:1980 - اليتيم و الحب:1980 | - مبروك جالك ولد:1980-ضيف الحلقات - رداء لرجل آخر:1980 - محمد رسول الله (ج1):1980 - بطل الدوري:1980 - الثأر قبل الحب أحيانا:1981-بهجت بيه الدرملي - صيام صيام:1981-عبد الحميد - أبواب المدينة (ج1):1981-سيد الفوال - الأبرياء:1981-ضيف شرف - وقال البحر:1982-مصطفى القرش - عمرو بن العاص:1983-اسابير المصري - فيه حاجة غلط:1983-كندوز - الجسر:1986 |

### مسرحيات
| - معروف الإسكافي - مبروك - الحرافيش:1950 - صاحب الجلالة:1955 - الست عايزه كده:1955 - انا عايزه مليونير:1956-ممتاز - خميس الحادي عشر:1956 - الكورة مع بلبل:1957 | - جوزى كداب:1957 - عايز احب:1958 - منافق للإيجار:1960 - الحبيب المضروب:1961 - يا الدفع يا الحبس:1961 - كناس في جاردن سيتي:1962 - الحب لما يفرقع:1962 | - كل الرجالة كده:1964-عباس الافلاطوني - أنا وأخويا وأخويا:1965 - غراميات عفيفى:1970-حسنين الشيمى - اللص الشريف:1971 - إنتهى الدرس يا غبي:1975 - واحد مش من هنا:1978 - زبائن جهنم:1979 |

### مسلسل إذاعي
| - أحزان الشيطان - رحلة إلى كوكب السعادة - قاهر الظلام - ابنة الطريد - دندش | - الرحلة - يا عيني على الصبر - أهلًا يا حب - قلوب تحت الرماد - أنت اللي قتلت بابايا-سليم | - الشاطر عوكل - الأسوار العالية - قلوب للبيع - رجالة بلدنا-طايع - الأرض-محمود بيه | - أفواه وأرانب - الغريب-الغريب - الحب القاتل-فتحي - برديس:1977 - على باب الوزير:1981-عبدالصمد |

### سهرة تليفزيونية
- قناع السعادة
- حكاية أمام الكاميرا